# Metalhead
Metalhead – czternasty album studyjny heavymetalowego zespołu Saxon wydany 1 listopada 1999 roku przez wytwórnię Steamhammer.

## Lista utworów
1. „Intro” – 1:27
2. „Metalhead” – 4:52
3. „Are We Travellers in Time” – 5:18
4. „Conquistador” – 4:43
5. „What Goes Around” – 4:24
6. „Song of Evil” – 4:12
7. „All Guns Blazing” – 3:53
8. „Prisoner” – 4:13
9. „Piss Off” – 4:05
10. „Watching You” – 5:19
11. „Sea of Life” – 8:11

## Twórcy
| Saxon w składzie - Biff Byford – wokal, producent - Doug Scarratt – gitara - Paul Quinn – gitara - Nibbs Carter – gitara basowa - Fritz Randow – perkusja | Gościnnie - Chris Bay – instrumenty klawiszowe - Nigel Glockler – instrumenty klawiszowe (1) Personel - Charlie Bauerfeind – producent, miksowanie - Thorsten Eichhorst – zdjęcia - Paul Raymond Gregory – projekt graficzny |